# Vareje
Vareje – wieś w Słowenii, w gminie Divača. W 2018 roku liczyła 33 mieszkańców.